# Congreso Judío Latinoamericano
El Congreso Judío Latinoamericano (CJL) es el organismo internacional que reúne y representa a las comunidades judías de América Latina. Está integrado por organizaciones de 18 países de la región, y pertenece a la familia del Congreso Judío Mundial, que nuclea a más de 100 comunidades alrededor del mundo. La oficina para Latinoamérica tiene sede en Buenos Aires, Argentina.
Su agenda de trabajo comprende:

## Fortalecer la vida judía en la región
A través de su labor diplomática con gobiernos, instituciones y organismos internacionales, el CJL construye vínculos de cooperación entre las comunidades judías y la sociedad toda, con el propósito de trabajar por el bienestar general, la inclusión, el pluralismo y la democracia.

#### Premio Shalom
El CJL otorga el premio Shalom a líderes del destacdos por la construcción de paz entre los pueblos. Entre los galardonados más recientes se encuentran el Rey Felipe VI de España en 2019, y los entonces presidentes Horacio Cartes de Paraguay en 2016, Juan Manuel Santos de Colombia en 2012, y Michelle Bachelet, de Chile, en 2008.

#### Comunidades 2030
Para acompañar a las comunidades judías en los desafíos de la próxima década, el CJL convoca a las mentes más lúcidas de Latinoamérica para anticipar escenarios futuros, formar líderes y generar planes de acción innovadores.

#### Formación de líderes
El CJL brinda programas de formación en convenio con las principales universidades destinados a jóvenes promesas comunitarias, diplomáticos, funcionarios de gobierno y dirigentes de la sociedad civil, con el objetivo de aportar miradas novedosas y herramientas innovadoras para interpretar los acontecimientos y tomar decisiones. Más de 150 profesionales se forman por año en sus cursos sobre diplomacia pública, actualidad en Medio Oriente, terrorismo en América Latina, recursos para combatir el antisemitismo y diálogo interreligioso, entre otros.

## Construir paz y convivencia
El CJL es la organización regional pionera y referente internacional en diálogo interreligioso. Su aporte para la convivencia entre las religiones se basa en la construcción de redes a nivel Latinoamericano entre religiosos, activistas y líderes políticos, vínculos que inspiran y promueven la cultura de la paz y el diálogo.

#### Relaciones judeocristianas
Para fomentar los vínculos entre judíos y cristianos, el CJL promueve la formación de curas en Israel, genera encuentros entre curas y rabinos y organiza la celebración de festividades conjuntas. La del CJL fue la primera delegación latinoamericana en visitar a Benedicto, los primeros judíos latinoamericanos en visitar a un Papa, y actualmente es aliado del Papa Francisco en temáticas de diálogo y convivencia. Para la formación de liderazgos, dicta un curso en conjunto con la Universidad Católica Argentina (UCA).

#### Relaciones judeo-musulmanas
El iftar de Ramadán del CJL es ya un espacio tradicional de encuentro y celebración conjunta entre líderes políticos, comunitarios y jóvenes judíos y musulmanes en la Argentina y el Cono Sur. En 2021 se celebró por primera vez a escala global entre el Congreso Judío Mundial y la Liga Musulmana Mundial.

#### Declaración de Latinoamérica y el Caribe como Zona de Convivencia Interreligiosa
En el 2017 el CJL promovió la firma de la Declaración de Latinoamérica y el Caribe como Zona de Convivencia Interreligiosa en la Ciudad de Córdoba, Argentina, en reconocimiento del valor de las buenas prácticas en la región.

## Combatir la discriminación y los discursos de odio
El CJL trabaja junto a organismos gubernamentales, no gubernamentales, universidades y empresas de internet para identificar, analizar, denunciar y educar sobre la problemática del antisemitismo, la discriminación y los discursos de odio en general. Twitter, Tik Tok, Facebook, YouTube, Google y Mercado Libre son algunas de las principales empresas que trabajan junto al CJL con este propósito.

#### Observatorio web
El Observatorio Web es una iniciativa del CJL en conjunto con AMIA y DAIA que mediante técnicas de minería y análisis de datos realiza mediciones estandarizadas y publica informes anuales y coyunturales sobre el nivel de antisemitismo en internet.

## Preservar la memoria del Holocausto
El CJL trabaja activamente por la memoria de la Shoá a través de campañas de concientización, contenidos educativos y actividades para jóvenes y adultos.

#### #WeRemember
#WeRemember es la campaña global del Congreso Judío Mundial por el Día Internacional de Conmemoración de la Memoria de las Víctimas del Holocausto, que cada año adquiere mayor visibilidad. El CJL es el representante oficial de la campaña en Latinoamérica.

## Desarrollar vínculos entre el Estado de Israel y la diáspora

El Presidente de Israel Reuben Rivlin junto al Director Ejecutivo del CJL Claudio Epelman

El CJL representa a las comunidades judías latinoamericanas ante el gobierno israelí, y fomenta el diálogo y la cooperación entre las cancillerías y las oficinas de Estado. Asimismo, promueve el conocimiento y la difusión del Estado judío en los países de América Latina.

## Construir un mundo más seguro
A partir de los atentados terroristas a la Embajada de Israel en Buenos Aires y la Asociación Mutual Israelita Argentina (AMIA), el CJL se dedica a la concientización sobre la amenaza terrorista en América Latina, la colaboración con fuerzas de seguridad para la prevención de atentados, la capacitación de agentes y la preparación de las instituciones comunitarias en materia de gestión de crisis.

#### Construyendo Resiliencia
Durante la pandemia del COVID-19 el CJL coordinó la acción de cientos de voluntarios y colaboradores en las áreas de salud y seguridad a lo largo de la región para hacer frente a esta situación sin precedentes. El libro Construyendo Resiliencia, publicado en 2021, los resume.

## Comunidades miembro
- Asociación Judía del Perú
- Asociación Mutual Israelita Argentina (AMIA)
- Centro Israelita de la República Dominicana
- Centro Israelita Sionista de Costa Rica
- Círculo Israelita de La Paz
- Comité Central Israelita del Uruguay
- Comunidad Hebrea de Cuba
- Comunidad Israelita de El Salvador
- Comunidad Israelita de Nicaragua
- Comunidad Judía de Chile
- Comunidad judía de Guatemala
- Comunidad Judía de Tegucigalpa
- Comunidad Judía del Ecuador
- Confederação Israelita do Brasil (CONIB)
- Confederación de Asociaciones Israelitas de Venezuela
- Confederación de Comunidades Judías de Colombia
- Confederación Latinoamericana Macabi
- Confederación Sionista Latinoamericana
- Congregación B'nei Israel de Costa Rica
- Congreso Judío Panameño
- Consejo Central Comunitario Hebreo de Panamá
- Consejo Internacional de Mujeres Judías
- Consejo Representativo Israelita del Paraguay
- Delegación de Asociaciones Israelitas de Argentina (DAIA)
- Federación Sefaradí Latinoamericana
- Na´Amat – Pioneras Latinoamérica
- Organización Internacional de Mujeres Sionistas

## Autoridades
| Presidente                                                        | Jack Terpins          |
| Secretario General                                                | Jorge Knoblovits      |
| Tesorero                                                          | Diego Sonnenschein    |
| Asesor especial                                                   | Claudio Lottenberg    |
| Secretaria                                                        | Yael Bendel           |
| Secretario y Comisionado de combate al Antisemitismo              | Marcos Peckel         |
| Secretario y Comisionado de relaciones entre Israel y la Diáspora | Saúl Levine           |
| Secretario y Comisionado de pequeñas comunidades                  | Benjamín Perelman     |
| Tesorera del WJC                                                  | Chella Safra          |
| Vicepresidente del WJC                                            | Saúl Gilvich          |
| Vicepresidenta del WJC                                            | Sara Winkowski        |
| Representante de Nuevas Generaciones                              | Gabriel Buznick       |
| Vicepresidente                                                    | Ariel Eichbaum        |
| Vicepresidente                                                    | Gerardo Gorodischer   |
| Vicepresidente                                                    | Ricardo Udler         |
| Director Ejecutivo                                                | Claudio Epelman       |
| Presidente del Consejo Político                                   | Claudio Presman       |
| Presidente de la Fundación Congreso Judío Mundial                 | Javier Mutal          |
| Comisionado de Asuntos Estratégicos                               | Ezequiel Kieczckier   |
| Comisionado de Seguridad Comunitaria                              | Ariel Isaak           |
| Comisionado de Diálogo Interreligioso                             | Marcelo Polakoff      |
| Comisionado de Diálogo Interreligioso para Centroamérica          | Gustavo Kraselnik     |
| Comisionada para la memoria del Holocausto                        | Sofia Débora Levy     |
| Comisionada para la Igualdad de Género                            | Vicky Kassin Chehebar |
| Asesor especial                                                   | Sebastián Azerrad     |
| Asesor                                                            | Oscar Jarowlavsky     |
| Asesor                                                            | Santiago Kaplun       |
| Asesor                                                            | Jaime Garbarsky       |
| Asesor                                                            | Israel Buszkaniek     |